# NGC 4649
М60 (NGC 4649) е елиптична галактика, разположена по посока на съзвездието Дева, на 55 млн. св.г. от Земята.
М60 и близката до нея М59 са открити от Йохан Готфрид Кьолер през 1779, докато е наблюдавал за комета в същата част на небето. М59 e част от галактичния свръхкуп в Дева.
Интегралната видима звездна величина на галактиката е +9.8, а ъгловите ѝ размери са 7′.4 × 6′.0.
М59 и М60 отстоят само на 2′.5 една от друга, и въпреки че образите им се припокриват един с друг, гледано от Земята, те си взаимодействат изключително малко, което показва, че са на голямо разстояние една от друга.
През 2004, в галактиката е наблюдавана свръхновата SN2004W.

## Съседи от каталога на Месие
- M59 (на 20 ъглови минути на запад) – издължена елиптична галактика;
- M58 (още по на запад) – умерено ярка спирална галактика;
- M49 (на югозапад) – гигантска елиптична галактика, най-ярката в купа.

### Последователност на наблюдението
...M64 → M85 → M60 → M59 → M58...